# 徒町 (弘前市)
徒町（おかちまち）は、江戸期から現在にかけての青森県弘前市の地名。郵便番号は036-8034。2017年6月1日現在の人口は146人、世帯数は84世帯。

## 地理
青森県道31号弘前鯵ケ沢線沿い南側、土淵川沿い東側に位置する町。町域の西北部は百石町、北東部は徒町川端町、東部は徳田町、南東部は田代町、南部は西川岸町、南部から西部にかけて土手町に接する。

## 歴史
- 寛文13年 - 築城当初からの城下ではないが不完全ながら御歩行町として町割りがされ、屋敷19、そのうち空家4（弘前中惣屋敷絵図）。
- 貞享2年 - 江戸で召し抱えた10名の徒衆を当地で居住させるために、徒衆たちに建築資材が与えられる（津軽史）。

### 地名の由来
かつて徒衆が居住したことにちなむ。

## 施設

### 商業
- 弘前経営会計社

### 農協
- つがる弘前農業協同組合弘前支店

## 小・中学校の学区
市立小・中学校に通う場合、学区は以下の通りとなる。
| 大字 | 番地 | 小学校             | 中学校             |
| ---- | ---- | ------------------ | ------------------ |
| 徒町 | 全域 | 弘前市立大成小学校 | 弘前市立第三中学校 |

## 交通
- 弘南バス

徒町（土手町循環100円バス、他）停留所。